# Estádio Antiogenes Chaves
Estádio Antiogenes Chaves – stadion piłkarski, w Catende, Pernambuco, Brazylia, na którym swoje mecze rozgrywa klub Usina Catende Futebol Clube.